# المزور (فلم 2012)
المزور اسم الفيلم بالانجليزيه - The Forger
هو فيلم دراما خفيفة يدور حول تزوير صدر في عام 2012 بطولة لورين باكال والفريد موليناو إيستوود ديناً وهايدن بانتيرو جوش هوتشرسن.

## قصة
الفيلم يتناول قصة حياة شاب موهوب بفن الرسم وكيف يتورط في عملية تزوير فنية

## روابط خارجية
- مقالات تستعمل روابط فنية بلا صلة مع ويكي بيانات